# Bistum Kahama
Das Bistum Kahama (lat.: Dioecesis Kahamaensis) ist eine in Tansania gelegene römisch-katholische Diözese mit Sitz in Kahama.

## Geschichte
Das Bistum Kahama wurde am 11. November 1983 durch Papst Johannes Paul II. mit der Apostolischen Konstitution Quoniam opus aus Gebietsabtretungen des Erzbistums Tabora errichtet und diesem als Suffraganbistum unterstellt.

## Bischöfe von Kahama
- Matthew Shija, 1983–2001
- Ludovic Minde OSS, 2001–2019, dann Bischof von Moshi
- Christopher Ndizeye Nkoronko, seit 2022